# هشام خلوه
هشام خلوه (انگلیسی: Hicham Khaloua؛ زادهٔ ۷ مهٔ ۱۹۹۵) بازیکن فوتبال اهل مراکش است.
از باشگاه‌هایی که در آن بازی کرده‌است می‌توان به باشگاه فوتبال آلمریا اشاره کرد.
وی همچنین در تیم‌های ملی فوتبال زیر ۲۰ سال مراکش و زیر ۲۳ سال مراکش بازی کرده‌است.